# Loujain al-Hathloul
Loujain al-Hathloul (arapski: لجين الهذلول Džeda, 31. srpnja 1989.) saudijska aktivistica za prava žena i politička zatvorenica.
Diplomirala je na Sveučilištu British Columbia. Uhićena je i puštena nekoliko puta zbog protivljenja, da žene ne smiju voziti automobile u Saudijskoj Arabiji. Uhićena je u svibnju 2018. godine, uz nekoliko istaknutih aktivista za ženska prava, optužujući je za pokušaj destabilizacije kraljevstva Saudijske Arabije. Bila je na 3. mjestu na popisu Top 100 najmoćnijih arapskih žena 2015.
Njen muž, saudijski stand-up komičar Fahad Albutairi, također je uhićen i u pritvoru, zbog kritike saudijskoga režima. 

## Aktivizam za prava žena
Loujain al-Hathloul poznata je i zbog njene ulogu u pokretu žena, koje se suprotstavljaju saudijskom sustavu skrbništva muškaraca nad ženama. Sve žene u Saudijskoj Arabiji, bez obzira na dob, moraju imati muškog skrbnika, obično oca ili supruga. Ovisno o skrbniku, žene često puta moraju tražiti od njega dozvolu za: brak i razvod, putovanja (do 45. godine), obrazovanje, zapošljavanje, otvaranje bankovnog računa; kirurški zahvat (osobito ako je seksualne prirode). Službeno je dopušteno, da žene slobodno traže zaposlenje bez dozvole skrbnika od 2008. godine. 
Dana, 1. prosinca 2014. godine, Loujain al-Hathloul uhićena je i pritvorena 73 dana nakon pokušaja prelaska granice u automobilu iz Ujedinjenih Arapskih Emirata u Saudijsku Arabiju. Prekršila je zabranu, da žene voze automobile. Imala je vozačku dozvolu Ujedinjenih Arapskih Emirata, ali saudijska policija nije za to marila i uhitila ju je.
U rujnu 2016. godine, zajedno s 14,000 drugih, Loujain al-Hathloul potpisala je peticiju kralju Salmanu kojom je tražila ukidanje sustava muškog skrbništva. Dana, 4. lipnja 2017. godine uhićena je i zatočena u zračnoj luci Kinga Fahada u Dammamu. Razlog za uhićenje bio je nejasan i al-Hathloul nije od lipnja 2017. godine imala pristup odvjetniku ili kontakte sa svojom obitelji. 
Uhićena je ponovno 15. svibnja 2018. zajedno s grupom žena i muškaraca, koji su sudjelovali u kampanji za ženska prava u Saudijskoj Arabiji. Nevladina organizacija Human Rights Watch osudila je ta uhićenja.
U lipnju 2018. žene su dobile pravo na vožnju automobila u Saudijskoj Arabiji. Međutim, al-Hathloul je još uvijek u zatvoru s drugim aktivistima u najsuvremenijem saudijskom zatvoru Dhahban, u kojem su politički zatvorenici, teroristi i borci ISIL-a. 
Europski parlament donio je Rezoluciju o položaju boraca za prava žena u Saudijskoj Arabiji u svibnju 2018. u kojem više puta spominje i Loujain al-Hathloul: "slučaj Loujain al-Hathloul osobito je alarmantan jer je u ožujku 2018. protiv svoje volje premještena iz Abu Dhabija u Saudijsku Arabiju nakon što je prisustvovala na sjednici Odbora UN-a za uklanjanje diskriminacije žena u vezi s pregledom stanja u Saudijskoj Arabiji; izrečena joj je zabrana putovanja do njezina nedavnog uhićenja i trenutačno je u izolaciji".